# Palmityniany

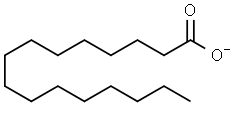
Struktura jonu palmitynianowego

Palmityniany – sole i estry kwasu palmitynowego, C
15H
31COOH. 

## Przykłady
Sole
- palmitynian sodu, C
15H
31COONa – składnik mydeł twardych[1]
- palmitynian potasu, C
15H
31COOK – składnik mydeł mazistych[1]

Estry
|  | palmitynian askorbylu (ester kwasu askorbinowego poprzez alkoholową grupę hydroksylową tego związku) – przeciwutleniacz spożywczy                                                                     |
|  | palmitynian 2-etyloheksylu – używany w kosmetykach |
|  | palmitynian izopropylu – wykorzystywany w produktach czyszczących, kosmetykach, w środkach smakowych i zapachowych, w produktach spożywczych, środkach higieny osobistej, w przemyśle farmaceutycznym |
|  | |
|  | palmitynian cetylu – naturalnie występujący związek o silnych właściwościach antybakteryjnych |
|  | |
|  | palmityna – triester glicerolu, jeden z triacylogliceroli |